# Spiraea fritschiana
Spiraea fritschiana ist ein weiß blühender Strauch mit 1,5 bis 8 Zentimeter langen Blattspreiten aus der Gattung der Spiersträucher. Sein natürliches Verbreitungsgebiet liegt in China.

## Beschreibung
Spiraea fritschiana ist ein 1 bis 2 Meter hoher Strauch. Die Zweige sind purpurn-braun bis bräunlich, glänzend, deutlich gewinkelt, anfangs kahl oder spärlich flaumig behaart und später verkahlend. Die Knospen sind eiförmig, 5 bis 6 Millimeter lang, zugespitzt oder spitz. Junge Knospen sind spärlich flaumig behaart. Sie bilden mehrere braune Knospenschuppen. Die Laubblätter sind in Blattstiel und Blattspreite gegliedert. Der Stiel ist 2 bis 5 Millimeter lang, anfangs flaumig behaart und später verkahlend. Die Blattspreite ist eiförmig, elliptisch-eiförmig oder elliptisch-länglich, 1,5 bis 8 Zentimeter lang und 1,0 bis 3,5 Zentimeter breit. Die Spreitenbasis ist breit keilförmig, das Ende spitz oder zugespitzt, der Spreitenrand ist unregelmäßig einfach oder doppelt gesägt. Die Blattoberseite ist dunkelgrün, kahl oder entlang der Blattadern spärlich behaart. Die Unterseite ist blassgrün und flaumig behaart.
Als Blütenstände werden endständig an langen, aufrechten, einjährigen und belaubten Trieben wachsende, 5 bis 8 Zentimeter lange und 6 bis 10 Zentimeter durchmessende Schirmrispen mit zahlreichen Blüten gebildet. Die Blütenstandsachse und die Blütenstiele sind kahl. Die Blütenstiele sind 4 bis 7 Millimeter lang. Die Tragblätter sind lanzettlich oder linealisch, 4 bis 7 Millimeter lang und flaumig behaart. Die Blüten haben Durchmesser von 5 bis 6 Millimeter. Der Blütenbecher ist glockenförmig und außen kahl. Die Kelchblätter sind dreieckig, 1,5 bis 2 Millimeter lang, etwa gleich breit wie lang, spitz und an der Frucht zurückgebogen. Die Kronblätter sind weiß, in der Knospe rosa angehaucht, eiförmig, 2 bis 4 Millimeter lang, 2 bis 2,5 Millimeter breit und kahl. Das Ende ist stumpf. Die 25 bis 30 Staubblätter sind länger als die Kronblätter. Der Diskus ist ringförmig und zeigt acht bis zehn ungleiche, eingekerbte Lappen. Die Griffel sind kürzer als die Staubblätter. Als Früchte werden mehr oder weniger aufrechte, kahle oder nur teilweise flaumig behaarte Balgfrüchte mit stumpfem Ende gebildet.
Spiraea fritschiana blüht im Mai und Juni, die Früchte reifen von August bis September.
Die Chromosomenzahl beträgt 2n = 36 oder 27.

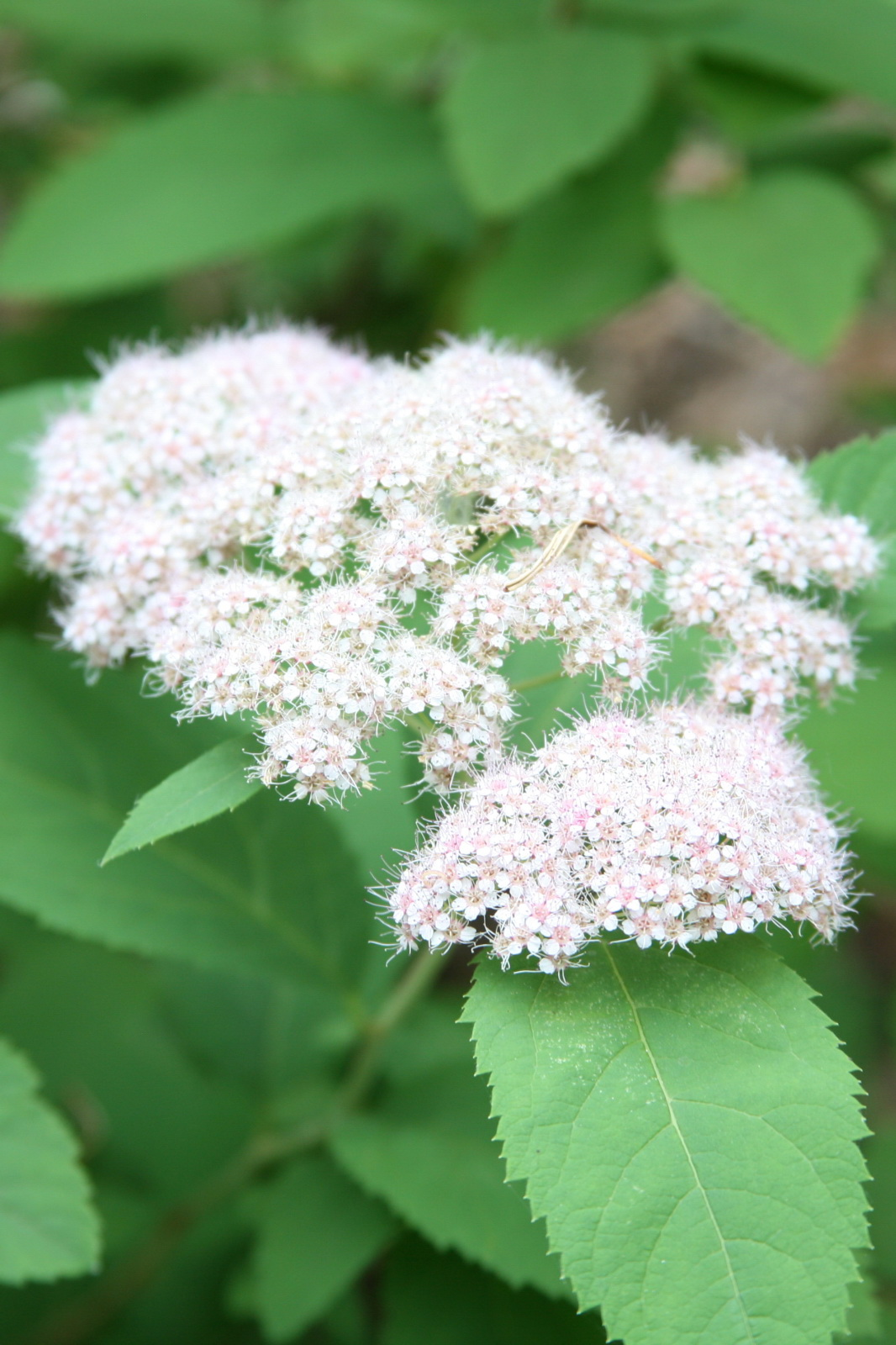
Blütenstände von Spiraea fritschiana, Sorte 'Wilma'
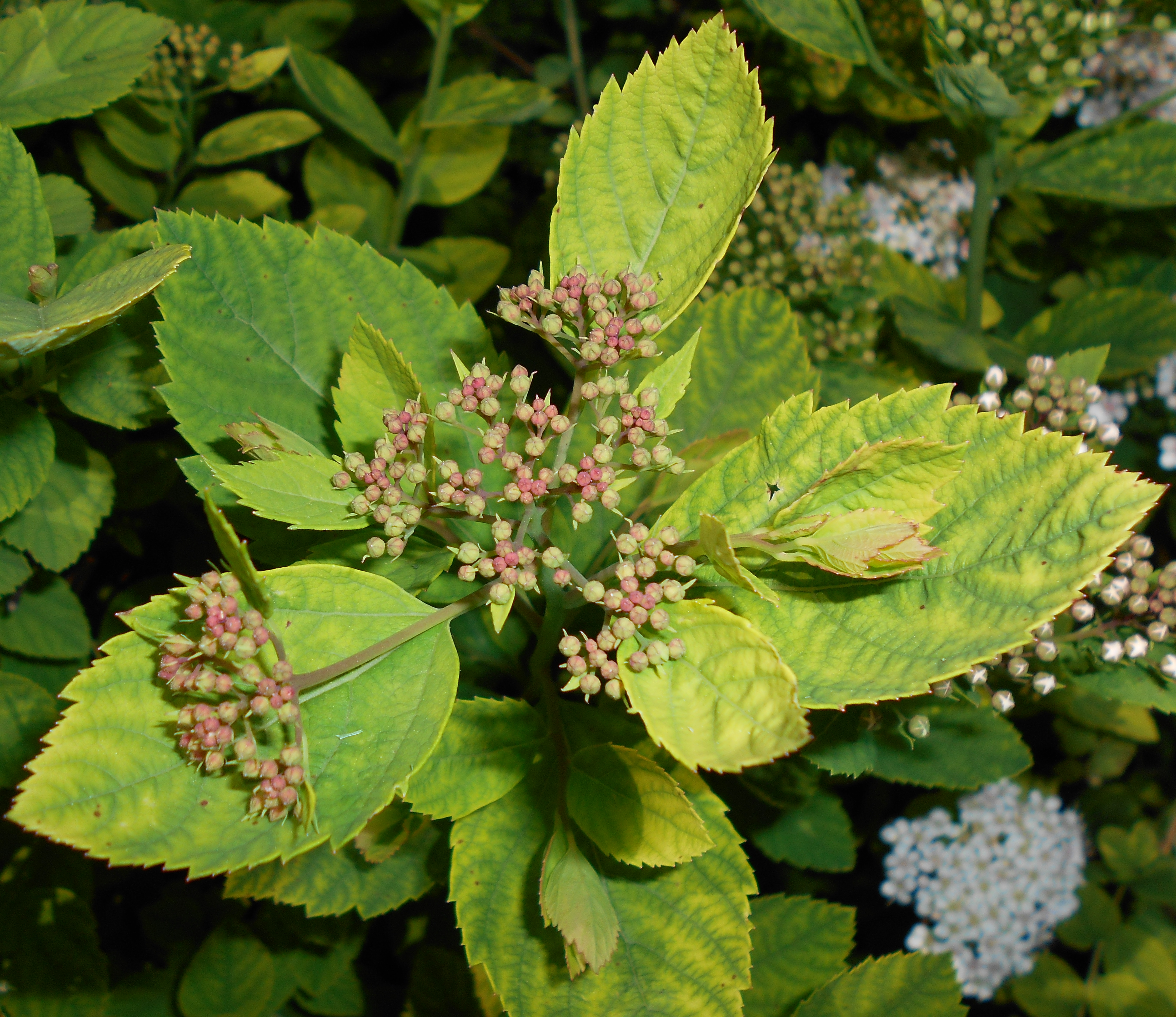
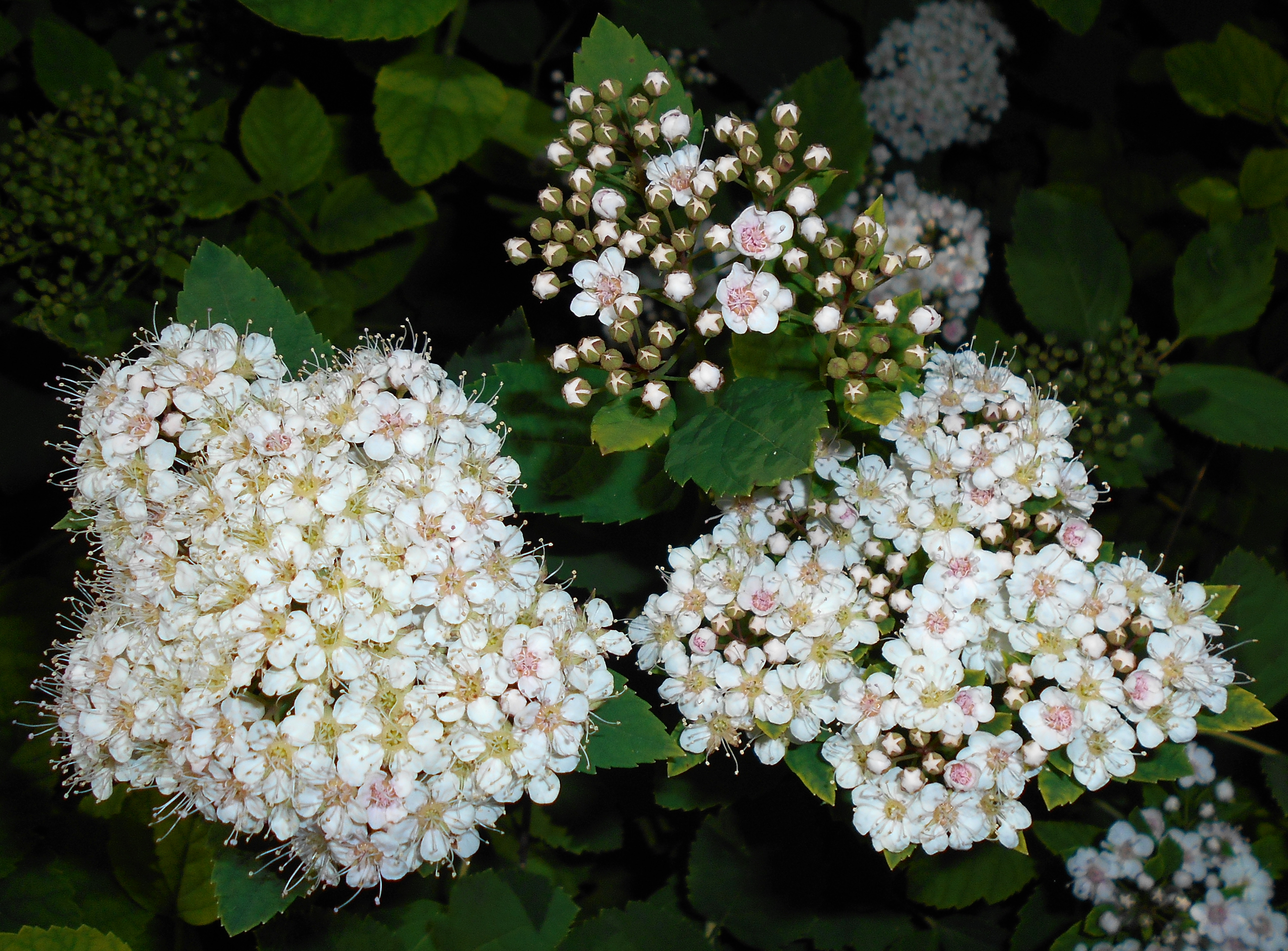

## Verbreitung und Ökologie
Das natürliche Verbreitungsgebiet liegt in China in den Provinzen Anhui, Gansu, Hebei, Heilongjiang, Henan, Hubei, Jiangsu, Jiangxi, Liaoning, Shaanxi, Shandong, Shanxi, Sichuan und Zhejiang. Dort wächst die Art in Wäldern, Waldrändern und auf felsigem Untergrund und auf Berghängen in Höhen von 100 bis 2400 Metern.

## Systematik
Spiraea fritschiana ist eine Art aus der Gattung der Spiersträucher (Spirae) in der Familie der Rosengewächse (Rosaceae). Sie wurde 1905 von Camillo Karl Schneider im Bulletin de l'Herbier Boissier erstbeschrieben. Flora of China und das Germplasm Resources Information Network beschreiben Spiraea fritschiana als eigene Art, laut Plant List handelt es sich bei dem Namen jedoch nur um ein Synonym für Spiraea japonica L.f.
Plant List unterscheidet drei Varietäten:
- Spiraea fritschiana var. angulata (Fritsch ex C. K. Schneider) Rehder: Die Blattspreiten sind länglich-eiförmig, 2,5 bis 8 Zentimeter lang und 1,5 bis 3 Zentimeter breit und beidseitig kahl. Die Spreitenbasis ist gerundet. Die Fruchtstände haben einen Durchmesser von 3 bis 8 Zentimeter.
- Spiraea fritschiana var. fritschiana: Die Blattspreiten sind auf beiden Seiten mehr oder weniger flaumig behaart oder auf der Oberseite kahl, die Spreitenbasis ist breit-keilförmig. Die Fruchtstände haben Durchmesser von mehr als 6 Zentimeter.
- Spiraea fritschiana var. parvifolia Liou: Die Blattspreiten sind breit-eiförmig, eiförmig-elliptisch oder beinahe rund, 1,5 bis 3 Zentimeter lang und 1 bis 2 Zentimeter breit. Die Fruchtstände haben einen Durchmesser von 3 bis 6 Zentimeter.[1]